# PEN Català
El PEN Català o Centre Català del PEN Club és la secció catalana del PEN Club Internacional.

## Història
Fou constituït a Barcelona l'abril de 1922, només un any després que Catherine Amy Dawson Scott fundés a Londres el PEN Internacional, per un petit grup d'escriptors entre els quals hi havia Josep Millàs-Raurell, Josep Maria Batista i Roca, Josep Maria López-Picó, Joan Crexells i el poeta anglès John Langdon-Davies. Des del començament manifestà un gran dinamisme i entusiasme i participà en bona part dels congressos internacionals anuals. Presidit per Pompeu Fabra, organitzà el XIII Congrés Internacional, que tingué lloc a Barcelona el 1935 sota la presidència de Herbert George Wells.
Malgrat la Guerra Civil espanyola, va mantenir una presència activa en el Congrés internacional de 1937 a París i en les dues trobades de 1938 a Praga i Londres, on establiria la seva seu a l'exili. Durant els anys de la dictadura franquista, serví d'aglutinador als escriptors i activistes de l'interior i l'exili per tal de donar a conèixer a l'exterior la situació catalana a través de la literatura. Hi col·laboraren els exiliats de Londres i de l'Anglo-Catalan Society, com Josep Maria Batista i Roca, que n'era secretari, i Avel·lí Artís-Gener «Tísner». L'any 1973 l'entitat es reorganitza «a l'interior» i escull una junta presidida per Joan Oliver, amb Maurici Serrahima de vicepresident i Tísner de secretari, Joan Fuster i Josep Maria Llompart en representació de València i les Illes i la incorporació d'escriptors joves com Josep Maria Benet i Jornet, Guillem-Jordi Graells, Maria Antònia Oliver i Montserrat Roig.
El 1978 s'organitzà a Barcelona una Conferència Internacional del PEN, presidida per Josep Vicenç Foix i Mario Vargas Llosa, en la qual s'inaugurà la relació PEN-UNESCO i fou creat el Comitè de Programa i Traduccions. Una fita important per a l'entitat va ser l'organització la setmana de Sant Jordi de l'any 1992 del 57è Congrés internacional del PEN, per segona vegada després del de 1935. A més, el 1996 el PEN Català promogué i acollí la Conferència Mundial sobre els Drets Lingüístics, en la qual s'aprovà la Declaració Universal dels Drets Lingüístics. Durant els darrers anys n'han estat secretaris Isidor Cònsul, Carles Torner, Sam Abrams, Carme Arenas, Raffaella Salierno i Gemma Rodríguez.
El PEN Català és responsable de programes com el de l'Escriptor Acollit, adscrit a la Xarxa Internacional de Ciutats de Refugi, de la revista Catalan Writing i del lloc web i revista sobre traducció literària Visat, revista digital de literatura i traducció.
El 2005 el PEN Català va rebre la Creu de Sant Jordi, el 2010 el premi a la Trajectòria Internacional atorgat per la Generalitat de Catalunya i el 2011 el premi internacional Unescocat en reconeixement de la seva tasca de diplomàcia. El 2012 presentà el Manifest de Girona sobre Drets Lingüístics. El Premi PEN Català de Traducció, creat el 2016, va ser rebatejat l'any 2024 com a Premi Montserrat Franquesa de Traducció en homenatge a la traductora i acadèmica Montserrat Franquesa i Gòdia. Aquest guardó reconeix anualment les millors traduccions literàries al català, posant en valor la tasca dels traductors i la seva contribució a la literatura universal en llengua catalana.
Amb motiu dels noranta-cinc anys del PEN Català aparegué el llibre de Joan Safont PEN Català. Un exemple de diplomàcia cultural (Meteora, 2018). L'any 2022, el centenari de l'entitat es va commemorar amb l'exposició «PEN Català, cent anys protegint la llengua i la llibertat d’expressió» a la sala Cotxeres del Palau Robert, dirigida per Manuel Guerrero en forma de recorregut per la història del PEN, aturant-se en alguns dels moments clau.

## Presidència
Aquesta és la llista de presidents que han ocupat el càrrec des de la seva creació:
- Josep Maria López-Picó (1922)
- Pompeu Fabra i Poch (1923-1924, 1927-1928)
- Magí Morera i Galícia (1924-1927)
- Carles Riba i Bracons (1928-1934, 1938-1959)
- Josep Carner i Puig-Oriol (1959-1965)
- Jordi Rubió i Balaguer (1965-1968)
- Josep Vicenç Foix i Mas (1968-1973)
- Joan Oliver i Sallarès (1973-1976)
- Josep Palau i Fabre (1976-1979)
- Maria Aurèlia Capmany i Farnés (1979-1983)
- Jordi Sarsanedas i Vives (1983-2001)
- Dolors Oller i Rovira (2001-2010)
- Carme Arenas i Noguera (2010-2018)
- Àngels Gregori i Parra (2018-2022)
- Laura Huerga i Ayza (2022 -)[6]